# Annick Nozati
 (avril 2010).
Si vous disposez d'ouvrages ou d'articles de référence ou si vous connaissez des sites web de qualité traitant du thème abordé ici, merci de compléter l'article en donnant les références utiles à sa vérifiabilité et en les liant à la section « Notes et références ».
Annick Nozati, née le 15 janvier 1945 à Paris et morte le 2 juillet 2000 à Juvisy-sur-Orge, est une chanteuse d'avant-garde française.

## Biographie
Elle commence en tant que comédienne avec la troupe "Grain d'Orge" fondé par le phoniatre François Le Huche. C'est à la suite d'une invitation de Jacques Lasry de participer aux Structures Sonores Baschet qu'elle commence à travailler dans la musique, par le biais de l'improvisation vocale. Elle s'intéresse à des domaines multiples: musique contemporaine (elle collabore notamment avec Georges Aperghis et Jean-Yves Bosseur), poésie, arts plastiques, danse, théâtre musical (avec Jorge Lavelli, René de Obaldia, Antoine Vitez).
Dès la fin des années 1960 ses contacts avec l'univers du jazz se font nombreux: elle collabore avec Gérard Marais (elle joue notamment un rôle dans son opéra jazz La Baraque Rouge), Ambrose Jackson, Didier Levallet, l'Art Ensemble of Chicago, Yochk’o Seffer, Steve Potts. En 1975 elle s'oriente définitivement et exclusivement vers le chant improvisé. En 1979, elle forme un duo avec Joëlle Léandre, rejoint trois ans plus tard par Irène Schweizer pour un trio nommé "Les trois Dames".
Elle s'intéresse à la musicologie, à la musicothérapie et enseigne en participant à des ateliers et des formations. Elle publie également des méthodes. En 1983 elle se joint au Feminist Improvising Group (en) et cofonde European Women Improvising Group (EWIG). Tout au long de sa carrière elle continue de côtoyer de nombreux musiciens liés à l'avant-garde jazz, de façon occasionnelle (Lol Coxhill, Philippe Deschepper, Barre Phillips, Yves Robert, Maggie Nicols (en), Beñat Achiary, Workshop de Lyon, Phil Minton) ou plus régulière (trio avec Fred Van Hove et le tromboniste Johannes Bauer, avec Daunik Lazro en 1993, et la même année en quartette avec Michel Godard, Gérard Marais et Jacques Mahieux).
Elle est aussi peintre et enseigne par ailleurs l'improvisation vocale dans l'enseignement supérieur, par exemple à l'université de Lille.
Elle avait eu une enfance très difficile ; atteinte d'une grave maladie intestinale elle avait dû faire de nombreux séjours à l'hôpital et avait eu une scolarité peu régulière. En revanche, une maturité précoce lui avait permis d'entrer néanmoins dans une école d'assistante sociale. Elle avait pu exercer ce métier plusieurs années avant de se lancer dans le théâtre et le travail de la voix. Ces dures expériences transparaissaient dans son travail. En revanche, contrairement à l'information parue dans une revue de Jazz à l'époque de sa mort, elle ne se serait pas suicidée mais aurait succombé à une crise cardiaque.[réf. nécessaire].

## Discographie
- Annick Nozati (Comédia), 1983 - In and Out Records. Solo voix. Improvisation et composition: Annick Nozati. Enregistrement: Daniel Deshays;
- Les Douze Sons (disque de J. Léandre), 1983 - Nato Records
- Ok 1984, au Six Sequences pour Alfred Hitchcock - Nato Records
- Uit (avec F. Van Hove), 1986 - Nato Records
- Full Moon and Empty Head (avec Irène Schweizer) 1992, au Canaille '91 - Festival für Improvisierte Musik
- Organo Pleno (duo avec F. Van Hove et J. Bauer) 1992 - FMP
- Nuage en voyage (mit I. Schweizer) 1993, auf Wie Es Ihr Gefällt - Festival 1991-1994 Vol. 1 - Z.o.o. Records
- Suite for B… City (avec t'Nonet Fred Van Hove) 1996 - FMP
- La Peau des Anges 1997 - Vand'Œuvre / Victo Records"Annexes
- "Instants chavirés", concert de février 2000 en trio avec Daunik Lazro et Peter Kowald, sorti en 2014 sur le label FOU Records.
- "sept fables sur l'invisible", concert de 1994 en duo avec Daunik Lazro, en numérique chez MAZETO SQUARE (sortie octobre 2024).
- "résumé of a century", concert de 1999 en 4tet avec Lazro, fred Van Hove, paul Lovens, CD FOU records, 2024.

### Sources
- Philippe Carles, André Clergeat et Jean-Louis Comolli, Dictionnaire du jazz, Paris, Robert Laffont, coll. « Bouquins », 1994 (ISBN 978-2-221-07822-8, BNF 38841666)
- "La chanteuse Annick Nozati se donnait la mort", Les Allumés du Jazz No 4 - 4e trimestre 2000
- (en) Biographie sur AllMusic